# Mazatecochco de José María Morelos
Mazatecochco de José María Morelos es una localidad del estado mexicano de Tlaxcala. Es cabecera del municipio de Mazatecochco de José María Morelos.

## Demografía
| Censo | Población |
| ----- | --------- |
| 1900  | 1 220     |
| 1910  | 1 297     |
| 1921  | 1 445     |
| 1930  | 1 680     |
| 1940  | 2 068     |
| 1950  | 2 517     |
| 1960  | 3 129     |
| 1970  | 4 235     |
| 1980  | 5 171     |
| 1990  | 6 320     |
| 1995  | 7 374     |
| 2000  | 8 259     |
| 2005  | 8 411     |
| 2010  | 9 671     |
| 2020  | 11 580    |